# 83982 Crantor
83982 Crantor é um Centauro que está em uma ressonância orbital de 1:1 com o planeta Urano. O mesmo possui uma magnitude absoluta de 8,8 e tem um diâmetro com cerca de 57 km.

## Descoberta
83982 Crantor foi descoberto no dia 12 de abril de 2002 pelo programa Near-Earth Asteroid Tracking (NEAT), no Observatório Palomar.

## Nome
Este corpo celeste foi nomeado em homenagem a Crantor, um personagem da mitologia grega. Crantor foi um lápita e o escudeiro de Peleu, ele foi morto por um centauro na batalha entre os lápitas e os centauros.

## Órbita
A órbita de 83982 Crantor tem uma excentricidade de 0,277 e possui um semieixo maior de 19,383 UA. O seu periélio leva o mesmo a uma distância de 14,014 UA em relação ao Sol e seu afélio a 24,752 UA.